# Sicista pseudonapaea
Sicista pseudonapaea és una espècie de mamífer rosegador miomorf de la família dels dipòdids. Viu al massís de l'Altai (Xina i Kazakhstan).

## Hàbitat
El seu hàbitat natural són els boscos temperats.